# M&T Bank Stadium
El M&T Bank Stadium es un estadio de fútbol americano ubicado en el centro de la ciudad de Baltimore, Maryland, Estados Unidos. Es la sede del equipo Baltimore Ravens de la NFL.

## Copa de Oro de la Concacaf 2015
| Fecha               | Fase             | Equipo         |                           | Resultado |                    | Equipo  | Espectadores |
| ------------------- | ---------------- | -------------- | ------------------------- | --------- | ------------------ | ------- | ------------ |
| 18 de julio de 2015 | Cuartos de final | Estados Unidos | Bandera de Estados Unidos | 6 - 0     | Bandera de Cuba    | Cuba    | 40 000       |
| 18 de julio de 2015 | Cuartos de final | Haití          | Bandera de Haití          | 0 - 1     | Bandera de Jamaica | Jamaica | 40 000       |